# Aeropuerto de Miyazaki
El Aeropuerto de Miyazaki (宮崎空港 'Miyazaki Kūkō'?) (IATA: KMI, OACI: RJFM), también llamado Miyazaki Bougainvillea, es un aeropuerto internacional ubicado a 3,2 km (2 mi) sursureste de Miyazaki, una ciudad de Japón. En su segunda planta está la oficina central de Solaseed Air.

## Historia
El aeropuerto se inauguró en 1943 como base de la Armada Imperial Japonesa durante la Segunda Guerra Mundial, y fue una base importante para unidades «kamikaze» a partir de febrero de 1945, enviando un total de 47 aviones en misiones suicidas durante operaciones como la Batalla de Okinawa.
En octubre de 1969, el vuelo 104 de All Nippon Airways invadió una pista del aeropuerto de Miyazaki en 132 metros. Los cuatro tripulantes y los 49 pasajeros sobrevivieron.

## Aerolíneas y destinos
| Aerolíneas          | Destinos                              |
| ------------------- | ------------------------------------- |
| All Nippon Airways  | Osaka–Itami, Tokio–Haneda             |
| ANA Wings           | Fukuoka, Nagoya–Centrair, Osaka–Itami |
| Asiana Airlines     | Seoul–Incheon                         |
| J-Air               | Fukuoka, Osaka–Itami                  |
| Japan Airlines      | Tokio–Haneda                          |
| Jetstar Japan       | Tokio–Narita                          |
| Oriental Air Bridge | Fukuoka, Nagoya–Centrair              |
| Peach Aviation      | Osaka–Kansai, Tokio–Narita            |
| Solaseed Air        | Nagoya–Centrair, Naha, Tokio–Haneda   |

## Acceso
El aeropuerto está conectado con varios lugares mediante autobús y taxi. Además, existe una línea ferroviaria, la línea Miyazaki Kūkō, que conecta el aeropuerto con el centro de la ciudad de Miyazaki y las ciudades del norte de la misma.